# Pawiment
Pawiment – dawne określenie posadzki lub podłogi wysadzanej twardym materiałem, odpowiadające łac. pavimentum, lithostrotus; inne znaczenie to podest lub estrada. 
W starożytnym Rzymie pavimentum oznaczało posadzkę układaną z cegły, kamienia, muszli lub ceramiki w zaprawie, później także każde sztuczne pokrycie podłogi, nawet drewniane. Rozróżniano kilka odmian:
- scalpturatum – podłoga zdobiona rytami w marmurze i inkrustacją, dającą efekt rysunku,
- sectile – posadzki z kolorowych marmurów ciętych w regularne kształty i tworzących geometryczne wzory,
- tessellatum – mozaika z marmurowych kostek (tesser) układanych w równych rzędach,
- testaceum – prosta posadzka z tłuczonej ceramiki,
- vermiculatum – mozaika o charakterze malarskim, z drobnych nieregularnych kostek imitujących obrazy[3].

Termin „pawiment” („pawyment”) występuje w polszczyźnie XVI–XVII wieku. Używany był także w znaczeniu „tło” (proste, ubite, ulepione), pojawia się w zwrotach typu: „pawiment położyć”, „pawiment kamienny”, „pawiment albo tło”, synonimy: astrych, tła, tło. W tekstach nowożytnych pawiment opisywano jako posadzkę drewnianą lub kamienną, w zależności od przeznaczenia pomieszczenia. W izbach zalecano drewno, zwłaszcza jodłowe, uznawane za ciepłe i przyjemne, natomiast w sieniach i salach stosowano kamień lub cegłę, gdzie nie liczono się z utrzymaniem ciepła. Posadzki układano także z regularnych figur geometrycznych, takich jak trójkąty równoboczne, kwadraty czy sześciokąty, pozwalających uzyskać wzór zamykający się w pełnym kącie 360°. Podkreślano konieczność starannego przygotowania gruntu: ubicia ziemi, ułożenia warstw kamieni spojonych wapnem i piaskiem, a następnie zastosowania odpowiednich proporcji wapna i kruszywa. Znane były różne techniki – bruk, lastrych, jastrych – opisane już u Witruwiusza, obejmujące m.in. izolację drewnianą, wypełnienia wapienne z dodatkiem popiołu czy szkła, a także sztuczne kamienie twardniejące pod wpływem wysychania.

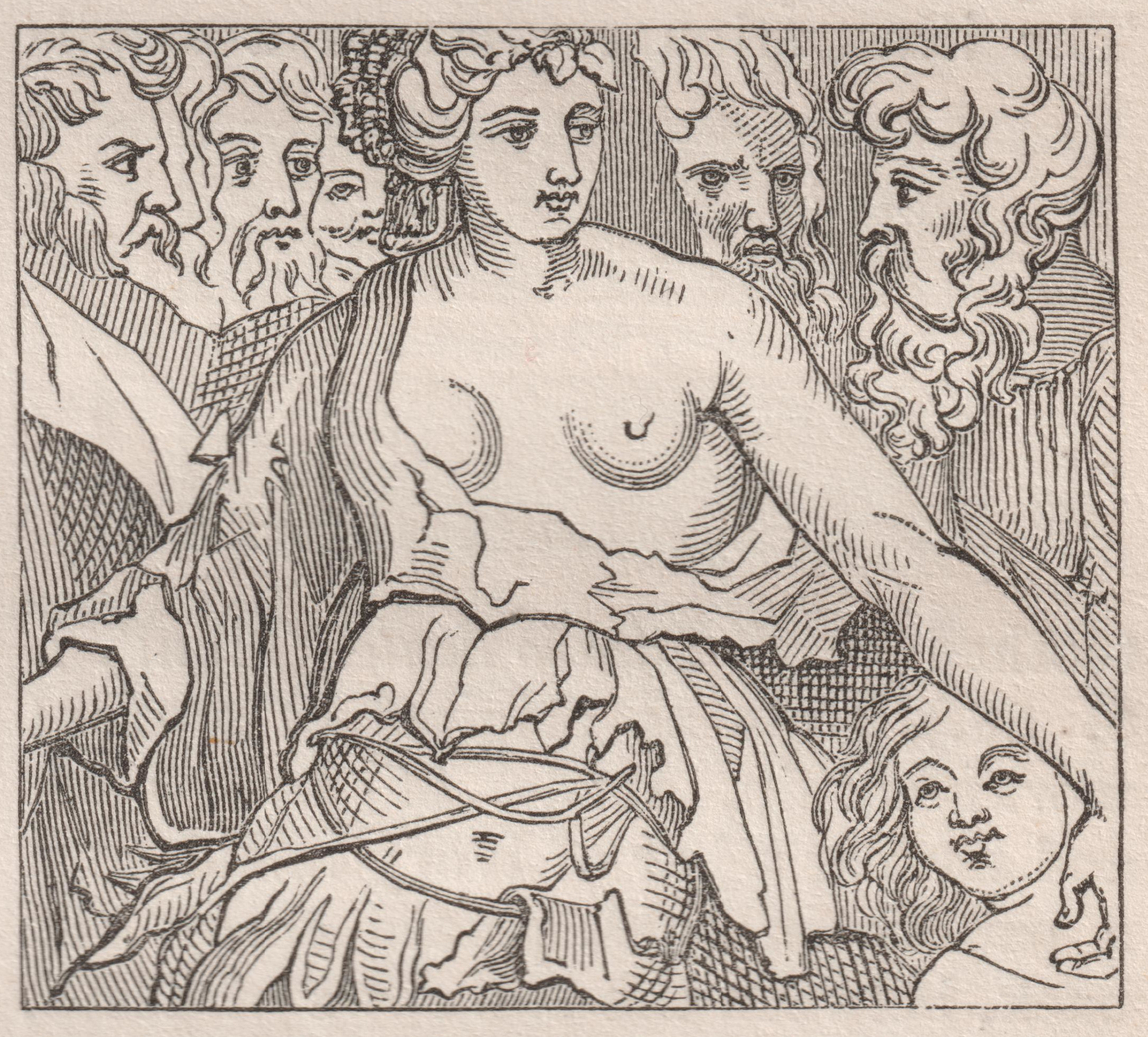
Scalpturatum
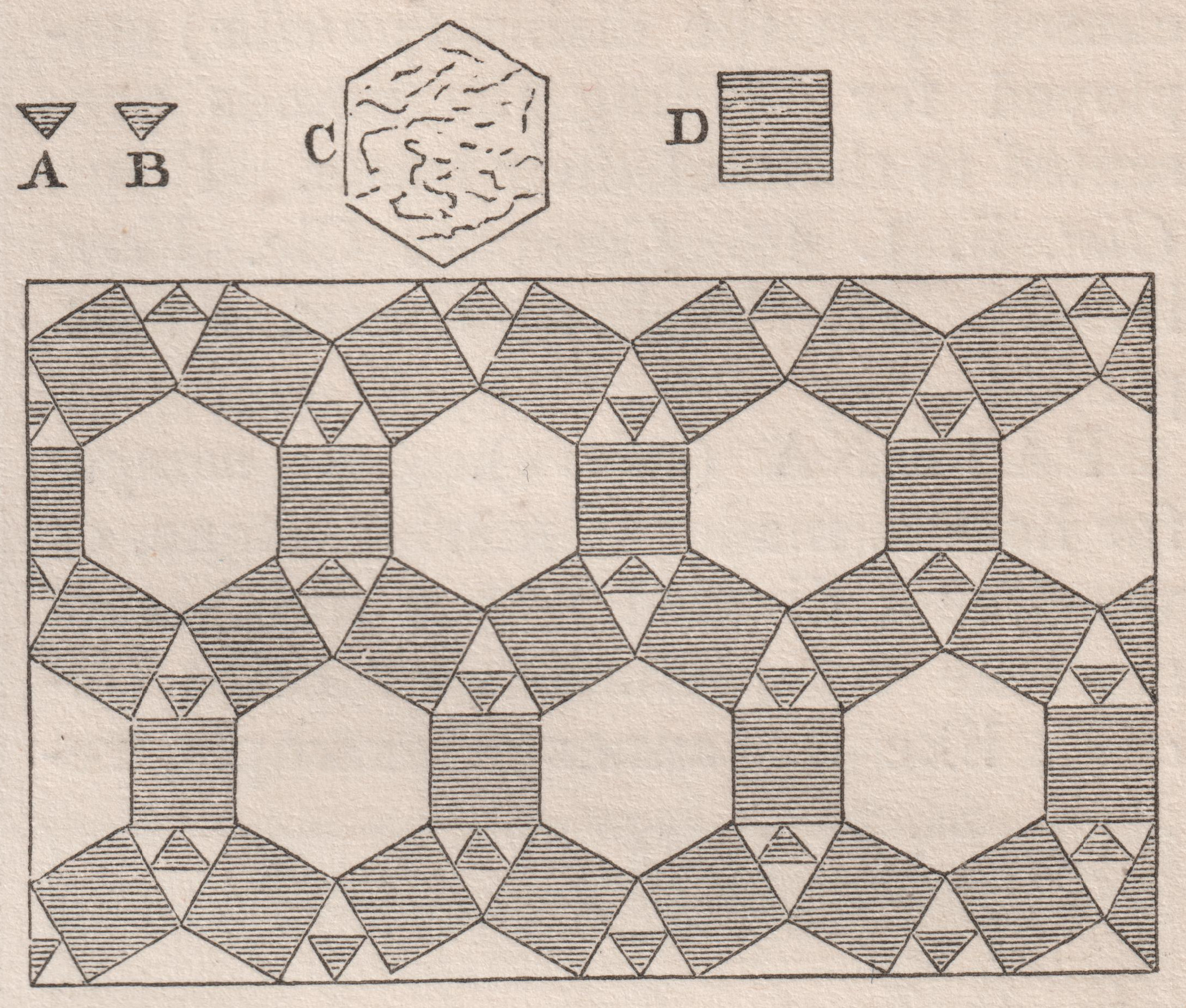
Sectile
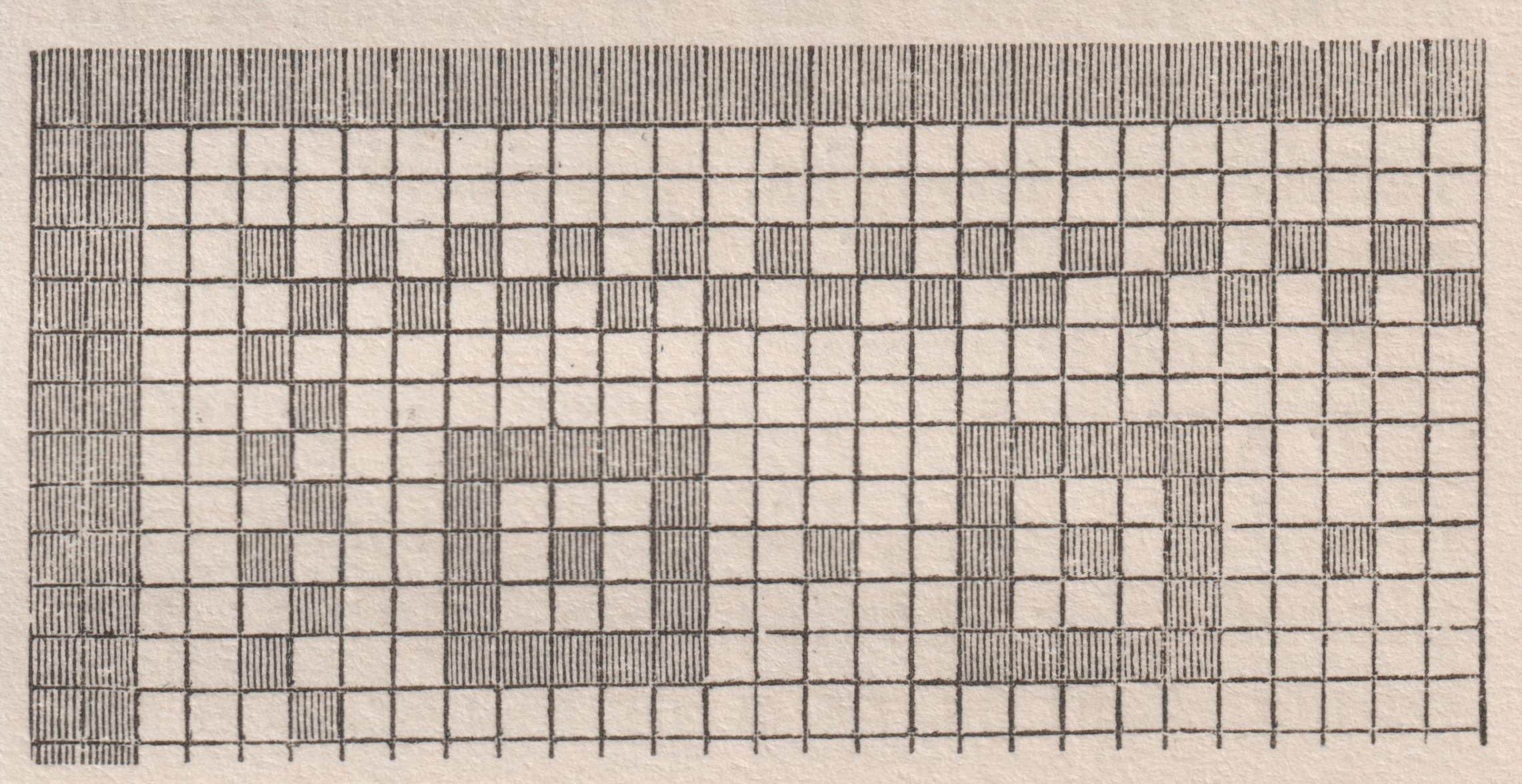
Tessellatum
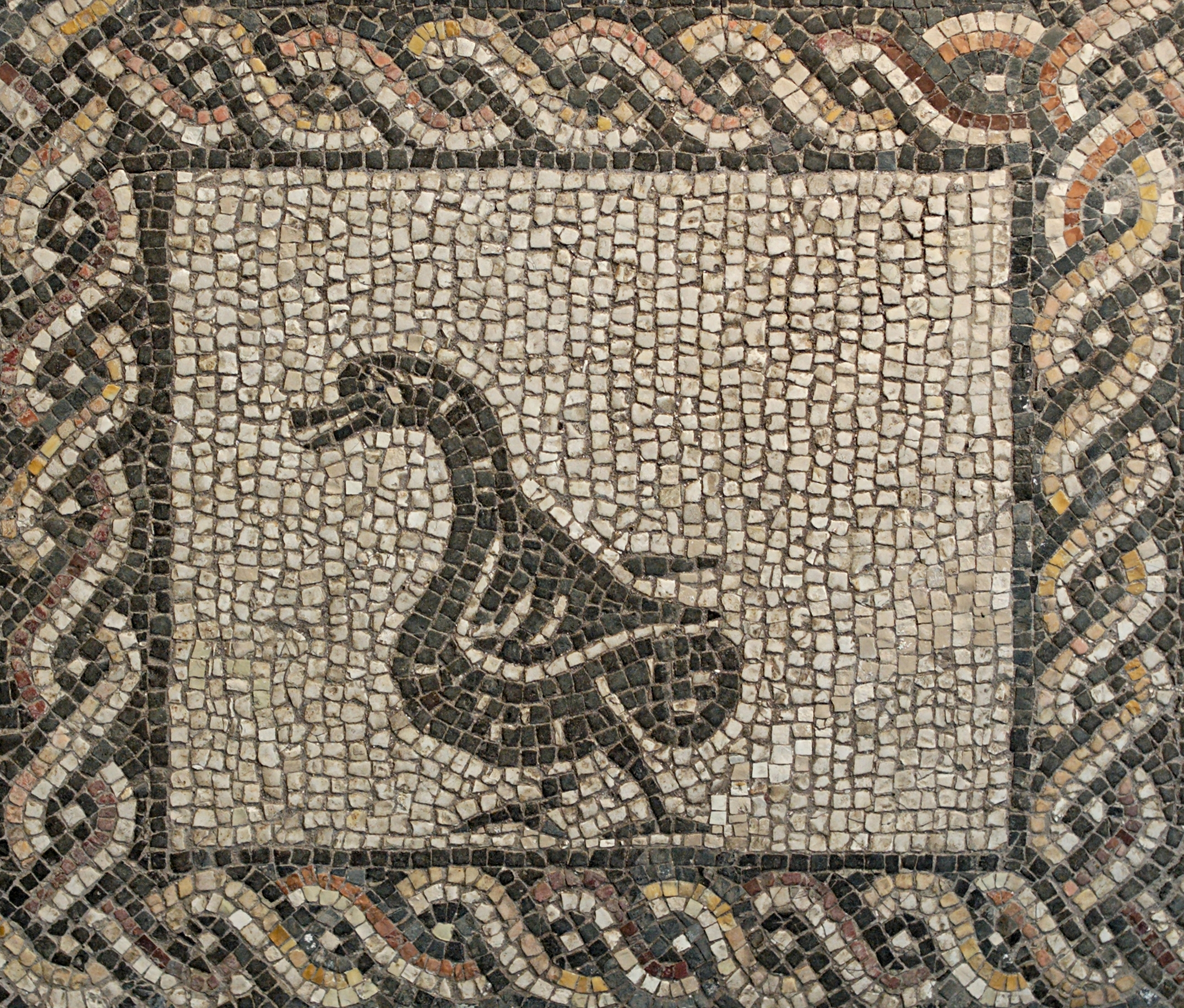
Vermiculatum
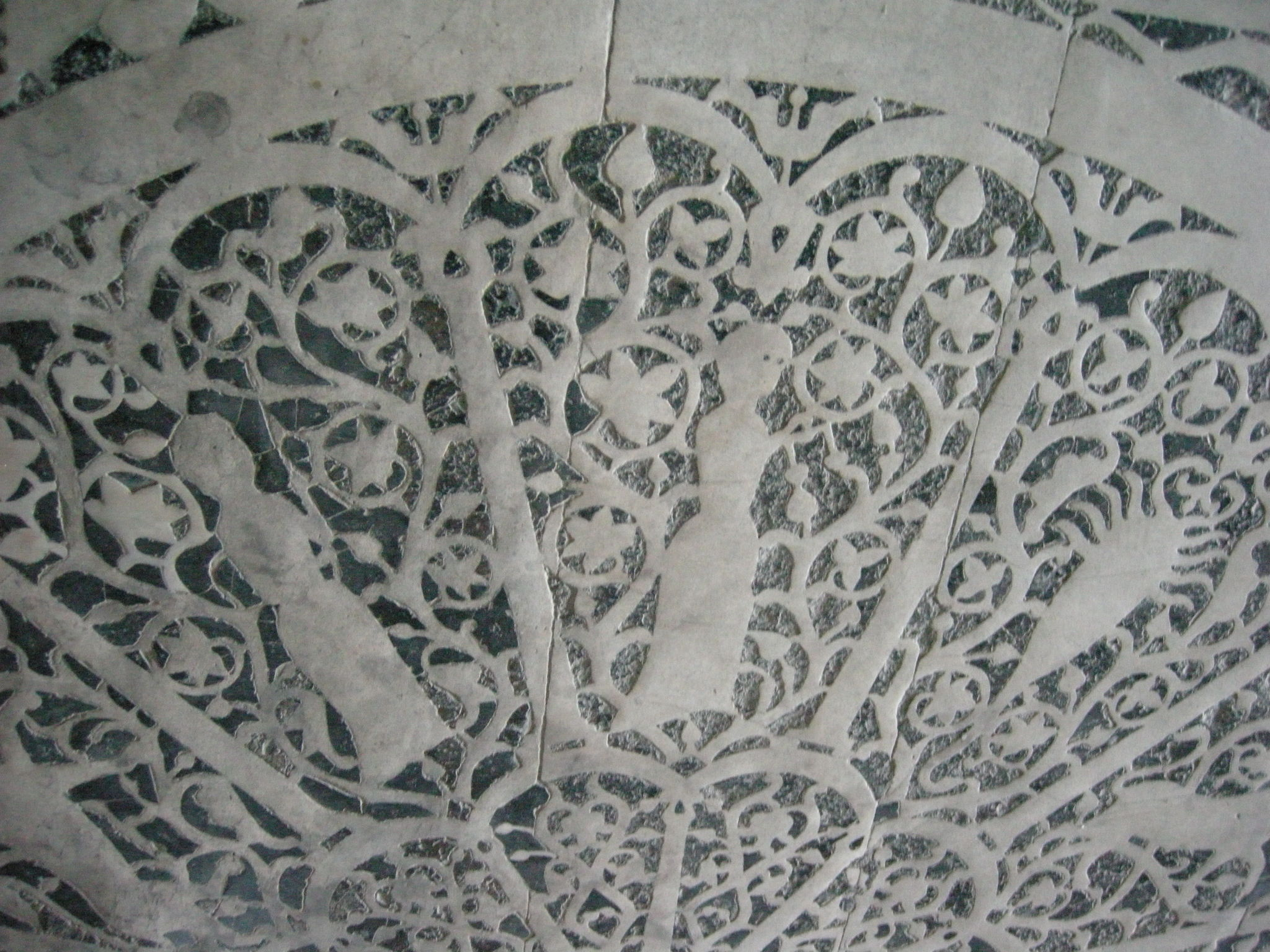
Pawiment ułożony w zodiak

Ceglane pavimentum czyli podest zbudował sobie najprawdopodobniej w swoim ogrodzie Mikołaj Kopernik. Na tym podeście badawczym astronom ustawiał przyrządy pomiarowe i obserwował niebo. Dzięki temu mógł prowadzić co wieczór badania z tej samej równej i stabilnej powierzchni, co pozwalało mu uzyskać dokładniejsze wyniki pomiarów. Pierwsze poszukiwania pavimentum prowadzono w latach sześćdziesiątych XX wieku, jednak w złym miejscu. W 2009 roku przeniesiono je na część ogrodową kanonii św. Stanisława we Fromborku , jednak obserwacyjnej platformy Kopernika nie odnaleziono .